# 1000-km-Rennen auf dem Nürburgring 1957

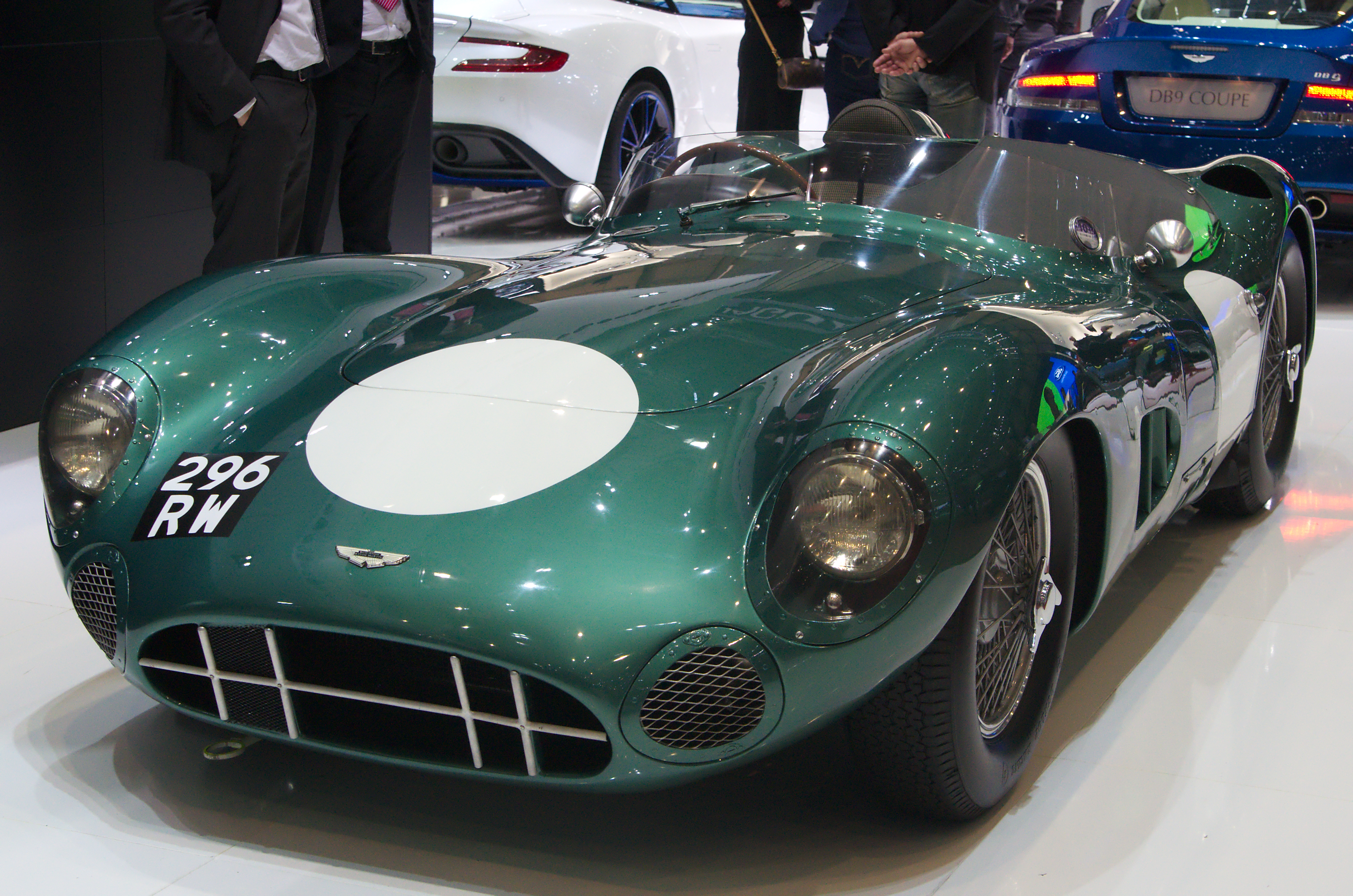
Aston Martin DBR1

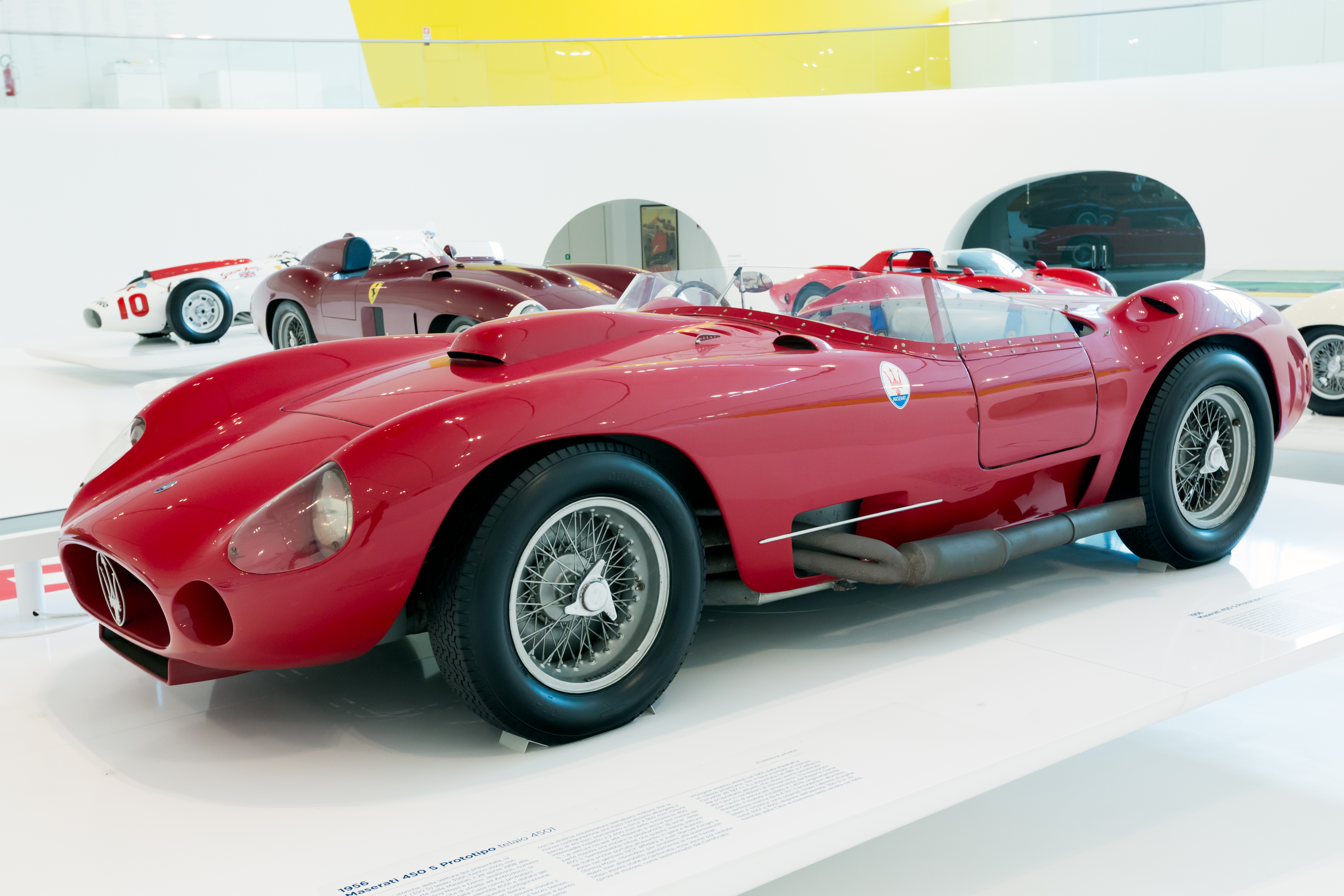
Maserati 450S

Das dritte 1000-km-Rennen auf dem Nürburgring, auch 1000 km Nürburgring, fand am 25. Mai 1957 auf der Nordschleife des Nürburgrings statt und war der vierte Wertungslauf der Sportwagen-Weltmeisterschaft dieses Jahres.

## Das Rennen
1957 veranstaltete der ADAC am Nürburgring zum dritten Mal ein Langstreckenrennen mit einer Renndistanz von 1000 Kilometern. 1953 fand diese Veranstaltung zum ersten Mal statt und zählte wie beim zweiten Rennen 1956 zur Weltmeisterschaft der Sportwagen.
Die Saison 1957 war bis zum Rennen in der Eifel geprägt vom Zweikampf der Rennteams von Ferrari und Maserati. Den ersten Wertungslauf des Jahres, das 1000-km-Rennen von Buenos Aires gewannen Masten Gregory, Eugenio Castellotti und Luigi Musso auf Ferrari. In Sebring ging der Erfolg an Maserati, während bei der Mille Migla wieder Ferrari erfolgreich blieb. Dort gab es einen fatalen Unfall mit schwerwiegenden Folgen. Der spanische Ferrari-Pilot Alfonso de Portago kam knapp vor dem Ziel im Ferrari 335S von der Strecke ab, wobei er, sein Beifahrer und neun Zuschauer den Tod fanden.
Am Nürburgring hatte im Training Wolfgang Graf Berghe von Trips im Streckenabschnitt Breidscheid einen Unfall, weil die Pedalanordnung im kurz von ihm gefahrenen Ferrari 250 GT anders als im Rennsportwagen war und er Bremse und Gas verwechselte. Dieser GT hatte – wie manche Grand-Prix-Wagen früherer Zeit – das Gaspedal in der Mitte. Trips wurde mit Prellungen sowie Bruch des ersten und zweiten Lendenwirbels in ein Krankenhaus eingeliefert und konnte nicht am Rennen teilnehmen. Schnellster im Training war Stirling Moss, der im Maserati 450S eine Zeit von 9:49,900 Minuten fuhr. Mit einem Schnitt von 139,203 km/h blieb der damit deutlich unter der 10-Minuten-Grenze. Beim im August gefahrenen Großen Preis von Deutschland der Formel 1 war Juan Manuel Fangio im Maserati 250F mit einer Zeit von 9:25,600 noch um einiges schneller. Im Rennen dominierten zu Beginn die Werks-Maserati. Moss verlor in der neunten Runde ein Rad und musste aufgeben. Daraufhin wechselte sein Teamkollege Fangio in den Wagen von Harry Schell und schied in der 19. Runde ebenfalls aus. Diesmal verursachte ein Ölleck den vorzeitigen Stopp. Beide fuhren das Rennen im 300S von Paco Godia zu Ende und erreichten noch den fünften Gesamtrang. Der Sieg ging überraschend an Tony Brooks und Noël Cunningham-Reid im Aston Martin DBR1/300, die die Werks-Ferrari um mehr als vier Minuten distanzieren konnten.
Die Marke Porsche war werksseitig mit zwei Porsche 550 RS vertreten. Hinzu kamen drei Privatteams mit dem gleichen Typ und weitere Mannschaften mit 14 Porsche 356 A Carrera und vier Porsche 356 A. Edgar Barth, der inzwischen nach Westdeutschland übergesiedelt war, und Umberto Maglioli auf dem Werks-Porsche 550 RS gewannen mit 44 Runden in 7:47,17,3 Stunden bzw. mit einer Durchschnittsgeschwindigkeit von 128,867 km/h die Sportwagenklasse bis 1,5 Liter Hubraum und wurden Vierte in der Gesamtwertung. Der von dem Schorndorfer Automobilhändler Paul-Ernst Strähle (1927–2010) gemeldete und von ihm zusammen mit Paul Denk gefahrene Porsche 356 B Carrera gewann die GT-Klasse bis 1,6 Liter Hubraum und erreichte Platz 24 im Gesamtklassement. Nur drei der 23 Porsches fielen aus.

## Ergebnisse

### Schlussklassement
| 1               | S + 2.0  | 14  | David Brown               | Tony Brooks Noël Cunningham-Reid                                                             | Aston Martin DBR1/300         | 44 |
| 2               | S + 2.0  | 5   | Scuderia Ferrari          | Peter Collins Olivier Gendebien                                                              | Ferrari 335 Sport             | 44 |
| 3               | S + 2.0  | 6   | Scuderia Ferrari          | Mike Hawthorn Maurice Trintignant                                                            | Ferrari 315 Sport             | 44 |
| 4               | S 1.5    | 21  | Porsche KG                | Umberto Maglioli Edgar Barth                                                                 | Porsche 550A RS               | 44 |
| 5               | S + 2.0  | 4   | Francisco Godia-Sales     | Francisco Godia-Sales Horace Gould Stirling Moss Juan Manuel Fangio                          | Maserati 300S                 | 43 |
| 6               | S + 2.0  | 12  | David Brown               | Roy Salvadori Les Leston                                                                     | Aston Martin DBR1/300         | 43 |
| 7               | S 1.5    | 22  | Porsche KG                | Richard von Frankenberg Helmut Schulze                                                       | Porsche 550A RS               | 43 |
| 8               | S + 2.0  | 10  | Ecurie Ecosse             | Ron Flockhart Jack Fairman                                                                   | Jaguar D-Type                 | 43 |
| 9               | S + 2.0  | 15  | Peter Whitehead           | Peter Whitehead Graham Whitehead                                                             | Aston Martin DB3S             | 42 |
| 10              | S + 2.0  | 7T  | Scuderia Temple Buell     | Masten Gregory Olinto Morolli                                                                | Ferrari 250TR                 | 42 |
| 11              | S + 2.0  | 9   | Ecurie Ecosse             | Ivor Bueb Jock Lawrence                                                                      | Jaguar D-Type                 | 42 |
| 12              | S 1.5    | 30  | Ecurie La Meute           | Heinz Schiller Arthur Heuberger                                                              | Porsche 550A RS               | 42 |
| 13              | S 2.0    | 19  | Gotfrid Köchert           | Gotfrid Köchert Erwin Bauer                                                                  | Ferrari 500TRC                | 41 |
| 14              | S 1.5    | 29  | Ecurie Maarsbergen        | Carel Godin de Beaufort Sepp Liebl                                                           | Porsche 550A RS               | 41 |
| 15              | S + 2.0  | 3   | Officine Alfieri Maserati | Joakim Bonnier Giorgio Scarlatti Stirling Moss Harry Schell                                  | Maserati 300S                 | 40 |
| 16              | S + 2.0  | 11  | Ecurie Ecosse             | Ninian Sanderson Dick Steed                                                                  | Jaguar D-Type                 | 40 |
| 17              | S 1.5    | 31  | Equipe National Belge     | Georges Harris Claude Dubois                                                                 | Porsche 550A RS               | 39 |
| 18              | S 1.5    | 23  | Fitzwilliam Racing Team   | Dick Fitzwilliam Peter Simpson                                                               | MGA                           | 37 |
| 19              | S 1.5    | 33  | David Piper               | David Piper Bob Hicks                                                                        | Lotus Eleven                  | 34 |
| 20              | GT + 1.6 | 46  | Fritz Riess               | Fritz Riess Walter Schock                                                                    | Mercedes-Benz 300 SL          | 34 |
| 21              | GT + 1.6 | 40  | Wolfgang Seidel           | Wolfgang Seidel Peter Nöcker                                                                 | Mercedes-Benz 300 SL          | 34 |
| 22              | GT + 1.6 | 43  | Arne Lindberg             | Arne Lindberg Erich Waxensberger                                                             | Mercedes-Benz 300 SL          | 34 |
| 23              | GT + 1.6 | 44  | Bengt Martenson           | Bengt Martenson Wittigo von Einsiedel                                                        | Mercedes-Benz 300 SL          | 34 |
| 24              | GT 1.6   | 59  | Paul-Ernst Strähle        | Paul-Ernst Strähle Paul Denk                                                                 | Porsche 356A Carrera          | 34 |
| 25              | GT 1.6   | 55  | Rolf-Friedrich Götze      | Rolf-Friedrich Götze Ernst Vogel                                                             | Porsche 356A Carrera          | 34 |
| 26              | GT 1.6   | 61  | Olof Persson              | Hans Walter Herbert Linge                                                                    | Porsche 356A Carrera          | 34 |
| 27              | GT 1.6   | 70  | Werner Krause             | Werner Krause Lothar Bender                                                                  | Porsche 356A Carrera          | 34 |
| 28              | GT 1.6   | 58  | Hans-Georg Plaut          | Hans-Georg Plaut Helmut Zick                                                                 | Porsche 356A Carrera          | 34 |
| 29              | GT 1.6   | 64  | "Max"                     | Günter Besier Dieter Lissmann                                                                | Porsche 356A Carrera          | 33 |
| 30              | GT 1.6   | 50  | Harald von Saucken        | Harald von Saucken Georg Bialas                                                              | Porsche 356A Carrera          | 32 |
| 31              | GT 1.6   | 62  | Ludwig Blendl             | Ludwig Blendl Joachim Springer                                                               | Porsche 356A Carrera          | 32 |
| 32              | GT 1.6   | 66  | Richard Trenkel           | Richard Trenkel Siegfried Günther                                                            | Porsche 356A Carrera          | 32 |
| 33              | GT 1.3   | 80  | Eberhard Mahle            | Eberhard Mahle Edmund Graf                                                                   | Alfa Romeo Giulietta SV       | 32 |
| 34              | GT 1.3   | 86  | Adolf-Werner Lang         | Adolf-Werner Lang Fritz Müller                                                               | Alfa Romeo Giulietta SV       | 32 |
| 35              | GT 1.3   | 89  | Karl Foitek               | Karl Foitek Peter Monteverdi                                                                 | Alfa Romeo Giulietta SV       | 32 |
| 36              | GT 1.3   | 82  | Ecurie La Meute           | Marcel Stern Paul Vogel                                                                      | Alfa Romeo Giulietta SV       | 31 |
| 37              | GT 1.6   | 67  | Helmut Duetenberg         | Helmut Duetenberg Heinz-Gerd Jäger                                                           | Porsche 356A Carrera          | 30 |
| 38              | GT 1.3   | 83  | Karl Falk                 | Karl Falk Wolfgang Niessen                                                                   | Porsche 356A                  | 30 |
| 39              | GT 1.6   | 68  | Fred Block                | Fred Block Rod Carveth                                                                       | Porsche 356A Carrera          | 29 |
| 40              | GT 1.3   | 91  | Helmut Felder             | Helmut Felder Josef Jeser                                                                    | Alfa Romeo Giulietta SV       | 29 |
| 41              | GT 1.6   | 56  | Fitzwilliam Racing Team   | John Blaksley Ellis Cuff-Miller                                                              | MGA                           | 28 |
| 42              | GT 1.3   | 85  | Harry Merkel              | Harry Merkel Hans Knippel                                                                    | Porsche 356A                  | 28 |
| 43              | GT 1.3   | 92  | Ecurie Maarsbergen        | Mathieu Hezemans Hubert Oebels                                                               | Porsche 356A                  | 28 |
| Disqualifiziert |          |     |                           |                                                                                              |                               |    |
| 44              | S 1.5    | 25  | Madunina                  | Sergio Mantovani Alejandro de Tomaso                                                         | Osca S1500                    | 1  |
| 45              | GT 1.6   | 51  | Joseph Greger             | Joseph Greger Wolfgang Bieling                                                               | Porsche 356A Carrera          | 1  |
| Ausgefallen     |          |     |                           |                                                                                              |                               |    |
| 46              | GT 1.6   | 69  | Don Dickey                | Don Dickey Christian Heins                                                                   | Porsche 356A Carrera          | 32 |
| 47              | GT + 1.6 | 42  | Sten Bielke               | Sten Bielke Stig Eklund                                                                      | Mercedes-Benz 300 SL          | 30 |
| 48              | S 1.5    | 24  | Fitzwilliam Racing Team   | Robin Carnegie John Hogg                                                                     | MGA                           | 28 |
| 49              | GT + 1.6 | 41  | Wolfgang Seidel           | Gunter Thiel Heinz Meyer                                                                     | Mercedes-Benz 300 SL          | 28 |
| 50              | GT 1.6   | 52  | Rolf Appel                | Rolf Appel Fred Albrecht                                                                     | Porsche 356A Carrera          | 22 |
| 51              | S 1.5    | 28  | Georges Berger            | Georges Berger Jean Otten                                                                    | Maserati 150S                 | 21 |
| 52              | GT 1.3   | 88  | Madunina                  | Isabelle Haskell Carlos Menditéguy                                                           | Alfa Romeo Giulietta SV       | 21 |
| 53              | S + 2.0  | 2   | Officine Alfieri Maserati | Harry Schell Juan Manuel Fangio Stirling Moss                                                | Maserati 450S                 | 19 |
| 54              | GT 1.3   | 81  | Walter Ringgenberg        | Walter Ringgenberg Heini Walter                                                              | Alfa Romeo Giulietta SV       | 18 |
| 55              | S 1.5    | 32  | Mike Anthony              | Mike Anthony Bill Frost                                                                      | Lotus Eleven                  | 17 |
| 56              | S 1.5    | 26  | Automobili Osca           | Luigi Piotti Corrado Manfredini                                                              | Osca S1500                    | 15 |
| 57              | S 2.0    | 17  | Antonio Creus             | Antonio Creus Freddy Rousselle                                                               | Ferrari 750 Monza             | 11 |
| 58              | GT 1.6   | 53  | Hanns Roth                | Hanns Roth Ludwig Fischer                                                                    | Porsche 356A Carrera          | 11 |
| 59              | GT 1.6   | 53  | Kurt Zeller               | Kurt Zeller Rudolf-Wilhelm Moser                                                             | Alfa Romeo Giulietta SV       | 11 |
| 60              | S + 2.0  | 1   | Officine Alfieri Maserati | Stirling Moss Juan Manuel Fangio                                                             | Maserati 450S                 | 9  |
| 61              | S 1.5    | 34  | David Piper               | Tony Hogg David Piper                                                                        | Lotus Eleven                  | 7  |
| 62              | S + 2.0  | 16  | Murkett Brothers          | Henry Taylor Archie Scott-Brown                                                              | Jaguar D-Type                 | 4  |
| 63              | GT + 1.6 | 45  | Jacques de Maubou         | Jacques de Maubou Georges Brule                                                              | Jaguar XK 140                 | 4  |
| 64              | GT 1.6   | 57  | Fitzwilliam Racing Team   | Patsy Burt Jean Bloxam                                                                       | MGA                           | 4  |
| 65              | GT 1.6   | 65  | Bo Elmhorn                | Bo Elmhorn Dieter von Reiswitz Bertil Nässil                                                 | MGA                           | 4  |
| 66              | GT 1.3   | 84  | Helmut Busch              | Helmut Busch K. H. Zimmerman                                                                 | Porsche 356A                  | 4  |
| 67              | S 1.5    | 36  | Dan Margulies             | Herbert MacKay-Fraser Dan Margulies                                                          | Lotus Eleven                  | 3  |
| Nicht gestartet |          |     |                           |                                                                                              |                               |    |
| 68              | GT + 1.6 | 48  | Equipe National Belge     | Olivier Gendebien Wolfgang von Trips                                                         | Ferrari 250 GT LWB Scaglietti | 1  |
| 69              | S + 2.0  | T   | Officine Alfieri Maserati | Juan Manuel Fangio Stirling Moss Joakim Bonnier Giorgio Scarlatti Harry Schell Hans Herrmann | Maserati 350S                 | 2  |
| 70              | S + 2.0  | T   | David Brown               | Noël Cunningham-Reid                                                                         | Aston Martin DB3S             | 3  |
| 71              | S 1.5    | 22T | Porsche KG                | Umberto Maglioli Arthur Rosenhammer                                                          | Porsche 718 RSK               | 4  |

1 Unfall im Training
2 Trainingswagen
3 Trainingswagen
4 nicht gestartet

### Nur in der Meldeliste
Hier finden sich Teams, Fahrer und Fahrzeuge, die ursprünglich für das Rennen gemeldet waren, aber aus den unterschiedlichsten Gründen daran nicht teilnahmen.
| Pos. | Klasse   | Nr. | Team               | Fahrer                             | Chassis              |
| ---- | -------- | --- | ------------------ | ---------------------------------- | -------------------- |
| 72   | S + 2.0  | 8   | Scuderia Ferrari   |                                    | Ferrari              |
| 73   | S 2.0    | 18  | Raymond Flower     | Raymond Flower                     | Austin Heleay 100S   |
| 74   | S 1.5    | 27  | Lex Beels          | Lex Beels Wim Hilarius             | Maserati 150S        |
| 75   | GT 1.3   | 35  | Alfranco Pagani    | Alfranco Pagani Mario Poltronieri  | Alfa Romeo Giulietta |
| 76   | GT + 1.6 | 47  | Jean Lucas         | Jean Lucas Hernando da Silva Ramos | Ferrari 250 GT       |
| 77   | GT 1.6   | 54  | Bruno Runte        | Bruno Runte Hermann Kühne          | Porsche 356A Carrera |
| 78   | GT 1.6   | 60  | Ecurie Maarsbergen | Mathieu Hezemans Hubert Oebels     | Porsche 356A Carrera |
| 79   | GT 1.6   | 63  | Aloys Kiendl       | Aloys Kiendl Manfred Hönig         | Porsche 356A Carrera |

### Klassensieger
| Fahrer   | Fahrer             | Fahrzeug             | Platzierung im Gesamtklassement |            |
| -------- | ------------------ | -------------------- | ------------------------------- | ---------- |
| S + 2.0  | Tony Brooks        | Noël Cunningham-Reid | Aston Martin DBR1/300           | Gesamtsieg |
| S 2.0    | Gotfrid Köchert    | Erwin Bauer          | Ferrari 500TRC                  | Rang 13    |
| S 1.5    | Umberto Maglioli   | Edgar Barth          | Porsche 550A RS                 | Rang 4     |
| GT + 1.6 | Fritz Riess        | Walter Schock        | Mercedes-Benz 300 SL            | Rang 20    |
| GT 1.6   | Paul-Ernst Strähle | Paul Denk            | Porsche 356A Carrera            | Rang 24    |
| GT 1.3   | Eberhard Mahle     | Edmund Graf          | Alfa Romeo Giulietta SV         | Rang 33    |

### Renndaten
- Gemeldet: 79
- Gestartet: 67
- Gewertet: 43
- Rennklassen: 6
- Zuschauer: 120000
- Wetter am Renntag: warm und trocken, aber windig
- Streckenlänge: 22,800 km
- Fahrzeit des Siegerteams: 7:33:38.200 Stunden
- Gesamtrunden des Siegerteams: 44
- Gesamtdistanz des Siegerteams: 1003,640 km
- Siegerschnitt: 132,746 km/h
- Schnellste Trainingszeit: Stirling Moss – Maserati 450S (#1) – 9:49,900 = 139,203 km/h
- Schnellste Rennrunde: Juan Manuel Fangio – Maserati 450S (#1) – 9:43,500 = 140,730 km/h
- Rennserie: 4. Lauf zur Sportwagen-Weltmeisterschaft 1957